# Zeuktophyllum
Zeuktophyllum es un género con dos especies de plantas suculentas perteneciente a la familia Aizoaceae.

## Taxonomía
Zeuktophyllum fue descrito por el N.E.Br., y publicado en Gard. Chron., ser. 3. 81: 12 (1927). La especie tipo es: Zeuktophyllum suppositum (L.Bolus) N.E.Br. (Mesembryanthemum suppositum L.Bolus)

## Especies
- Zeuktophyllum calycinum
- Zeuktophyllum suppositum